# Tous les deux (film)
Pour plus de détails, voir Fiche technique et Distribution.
Tous les deux est un film français réalisé par Louis Cuny, sorti en 1949.

## Fiche technique
- Titre : Tous les deux
- Réalisation : Louis Cuny
- Scénario : Louis Cuny et Michel Dulud
- Dialogues : Michel Dulud
- Photographie : Léonce-Henri Burel
- Costumes : Maggy Rouff
- Société de production : Célia Films
- Pays de production :  France
- Langue de tournage : Français
- Genre :  Comédie
- Durée : 95 minutes
- Date de sortie : 
  - France : 25 février 1949

## Distribution
- Renée Saint-Cyr : Claude Chaussaigne
- André Luguet : Jean Defert
- Annette Poivre : "Cerise"
- Henri Crémieux : 	M. Rainette
- Sylvie  : Mme Gendron
- Colette Régis
- Pierre Magnier : 	M. Gendron
- Paul Faivre
- Jacques Tarride
- Robert Rollis : Le garçon
- Charlotte Ecard : Pauline
- Nicolas Amato
- Mathilde Casadesus
- Denise Kerny
- Yette Lucas